# V721 Андромеды
V721 Андромеды (лат. V721 Andromedae) — двойная затменная переменная звезда типа W Большой Медведицы (EW)* в созвездии Андромеды на расстоянии приблизительно 5353 световых лет (около 1641 парсека) от Солнца. Видимая звёздная величина звезды — от +13,97m до +13,63m. Орбитальный период — около 0,522 суток (12,527 часов).

## Характеристики
Первый компонент — жёлто-белая звезда спектрального класса F. Радиус — около 2,07 солнечных, светимость — около 6,046 солнечных. Эффективная температура — около 6285 K.
Второй компонент — жёлто-белая звезда спектрального класса F.